# 提邁茲里特 (貝賈亞省)
36°39′N 4°46′E / 36.650°N 4.767°E

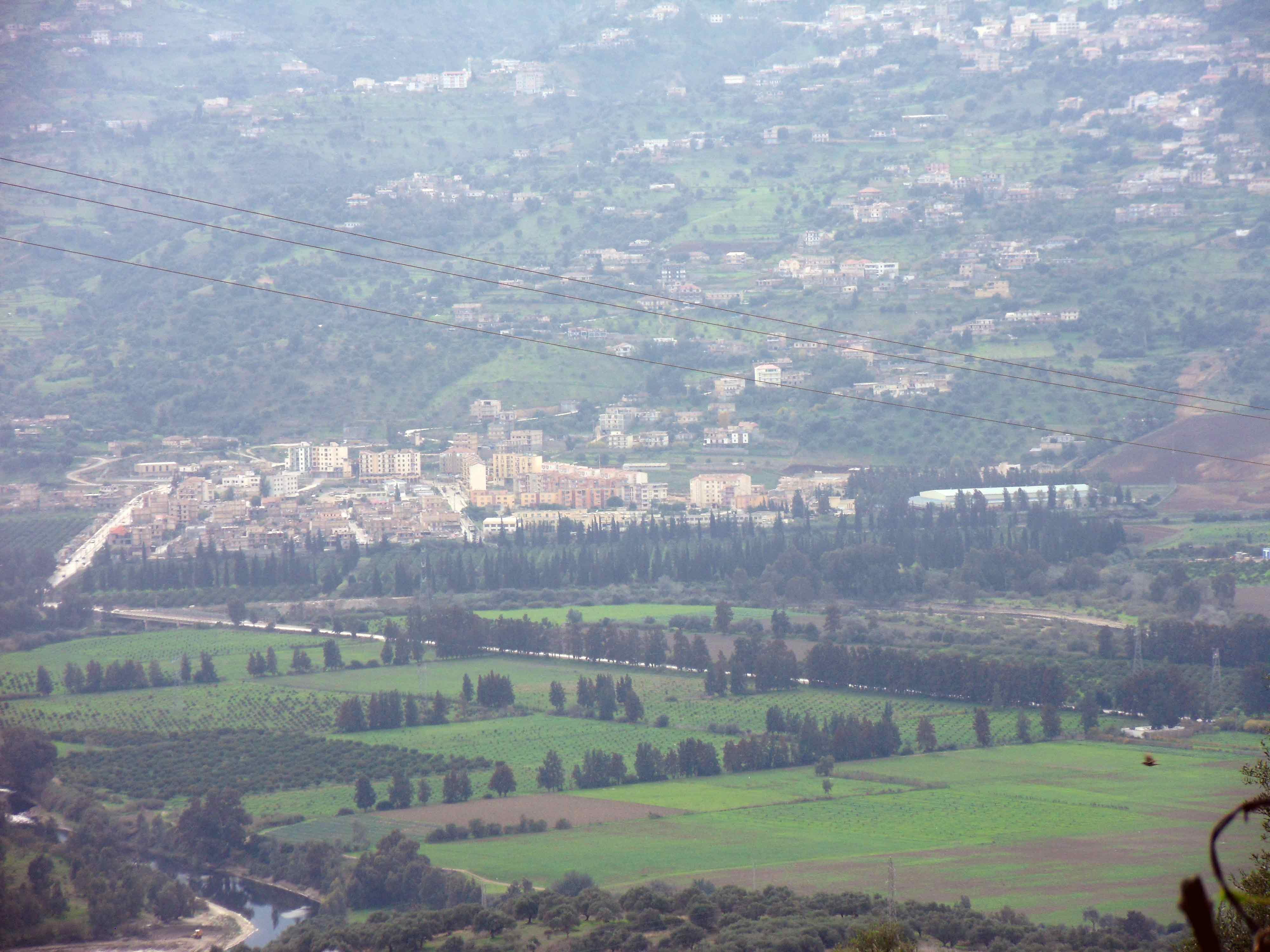
提邁茲里特

提邁茲里特（阿拉伯语：‎），是阿爾及利亞的城鎮，位於該國北部，由貝賈亞省負責管轄，是提邁茲里特區的首府，面積38平方公里，2014年人口35,000，人口密度每平方公里919人。